# Бахматов, Игорь Андреевич
Игорь Андреевич Бахматов (бел. Ігар Андрэевіч Бахматаў) — белорусский военачальник, заместитель председателя Комитета государственной безопасности Республики Беларусь по кадровому обеспечению и организационной работе (2010—2012).

## Биография
2 июля 2003 года назначен начальником управления внешней разведки Комитета государственной безопасности Республики Беларусь.
С 20 января 2005 года по 10 июля 2008 года работал начальником управления КГБ Республики Беларусь по Брестской области.
С 10 июля 2008 года по 22 января 2010 года являлся начальником Института национальной безопасности Республики Беларусь.
22 января 2010 года назначен заместителем председателя Комитета государственной безопасности Республики Беларусь по кадровому обеспечению и организационной работе.
3 мая 2012 года освобожден от должности заместителя председателя Комитета государственной безопасности Республики Беларусь по кадровому обеспечению и организационной работе и уволен с военной службы в запас по возрасту
На 2020 год являлся проректором по административно-хозяйственной работе Белорусского государственного технологического университета.

## Санкции ЕС
В 2011 году, после проведения президентских выборов 2010 года, которые Европейским союзом были признаны недемократическими, а также силового разгона акции протеста в Минске 19 декабря 2010 года, был включён в список белорусских чиновников, которым запрещён въезд в ЕС. Решением Европейского совета от 15 октября 2012 года Бахматов был признан ответственным за репрессивную работу КГБ против гражданского общества и демократической оппозиции.